# Philander
Philander es un género de marsupiales didelfimorfos de la familia Didelphidae, que cuenta con ocho especies, conocidos vulgarmente como filandros o zarigüeyas de cuatro ojos.
Son un conjunto de marsupiales americanos caracterizados por la existencia de dos manchas sobre los ojos de color más claro que el resto del pelo, lo que asemeja otro par de órganos de la visión sobre los verdaderos, dando origen al nombre vernáculo. Además de los filandros grises y negro pertenecientes a este género, también se conoce como filandro pardo a la única especie que integra el género Metachirus, Metachirus nudicaudatus.

## Hábitat
Las especies del género Philander habitan bosques tropicales y, ocasionalmente, regiones arbustivas muy húmedas. Es frecuente encontrarlos en regiones cercanas a ríos o ciénagas.

## Características
Estos animales de mediano tamaño, son ligeramente menores que las zarigüeyas comunes (Didelphis), no llegando a superar el kilogramo, salvo algunos ejemplares de filandro gris común (Philander opossum) criados en cautividad que has llegado hasta los mil quinientos gramos. En estas especies el dimorfismo sexual no es tan evidente como en otros didélfidos y no se cumple siempre que los machos sean de mayor envergadura que las hembras.
El pelo de estos animales es áspero, pardo-grisáceo, más largo y oscuro en el filandro negro (Philander andersoni). La región ventral es de color amarillo grisáceo o amarillo pálido.
La cabeza es proporcionalmente grande y muy acuminada. Las orejas son largas, lanceoladas y desnudas. La boca es grande y armada con afilados dientes puntiagudos. Los ojos, grandes, negros y redondos están adornados por sendas manchas claras características de los filandros.
Las extremidades son largas, delgadas y cubiertas de pelo de color más claro que el dorso y los flancos. Poseen cinco dedos en cada extremidad, y el primero de las posteriores es oponible al resto.
En todas las especies la cola puede llegar a suponer más de la mitad de la longitud del animal. Solo están cubiertos de pelo los cinco o seis centímetros proximales, desnudándose después y haciéndose escamosa.
En las hembras del género Philander, al contrario que en las de Metachirus, el marsupio está perfectamente desarrollado. El número de mamas varía entre cinco y nueve.

## Dieta
Como la mayor parte de los didelfiformes, son extremadamente oportunistas. Su dieta omnívora se basa en insectos, gusanos y lombrices, otros invertebrados acuáticos y terrestres, huevos, vertebrados pequeños como roedores, aves, anfibios o reptiles así como frutos, especialmente papayas y plátanos o cereales, lo que les ha valido una pésima reputación como plagas nefastas para las plantaciones de frutales y los maizales. No se descarta que puedan además alimentarse de carroña.

## Reproducción
Las hembras son poliéstricas, pero mientras que las de Philander opossum se ha descrito que pueden parir a lo largo de todo el año, deteniéndose la actividad reproductiva únicamente cuando el estado nutricional de la madre no es satisfactorio, las de otras especies parecen ser estacionales, con normalmente dos épocas de cría anuales que dependen de la localización geográfica.
Parece evidente en cualquier caso, que el número de crías de las camadas, normalmente entre cuatro y seis aunque pueden ser de tres a nueve, es mayor durante la estación húmeda, cuando los recursos alimenticios disponibles son más abundantes.
Éstas nacen en un estado poco avanzado de desarrollo, necesitando hasta tres meses de lactancia, durante la cual el crecimiento es muy lento y solo se hace más notorio una vez que las crías han sido destetadas.
Las hembras de filandro gris alcanzan la madurez sexual entre los seis y ocho meses de edad.
No han conseguido mantenerse con vida ejemplares de Philander de más de dos años y cuatro meses.

## Comportamiento
Estos filandros pueden encontrarse en grandes poblaciones con escasa movilidad. Construyen nidos con forma de globo, de hasta 30 cm de diámetro. Estos pueden estar sobre el suelo o en galerías, pero lo normal es que estén en las ramas bajas de los árboles o en los arbustos.
Son fundamentalmente terrestres a pesar de ser excelentes escaladores y nadadores, facultad esta que les ha permitido colonizar las islas próximas a la costa. Son las especies más ágiles y rápidas de todos los didélfidos.
Son animales básicamente nocturnos que pasan la mayor parte del tiempo sobre el suelo o las ramas bajas de árboles y arbustos, protegiéndose en refugios durante las horas de luz, aunque no es difícil encontrar durante el día ejemplares activos de Philander.
Cuando se ve acosado, emite estridentes sonidos y es capaz de hacer frente ferozmente a los contrincantes que lo provoquen.

## Estado de conservación
Las poblaciones de Philander opossum parecen no estar amenazadas, aunque se ven sometidas a la misma presión que otras muchas especies animales que habitan las regiones arboladas húmedas de la mayor parte del planeta.